# El Carretón de la Otra Vida
El Carretón de la Otra Vida forma parte de la tradición oral de los departamentos de Santa Cruz, Beni y Pando en Bolivia.

## Características
Esta es una historia suscitada en 1861 durante una epidemia de viruela que mató a cerca a un 10% de la población de los departamentos de Santa Cruz, Chuquisaca y Tarija pues se no se tenía suficiente información sobre su contagio y cómo combatirla.

## Leyenda
El Carretón de la otra vida era una carroza jalada por bueyes que salía a buscar en las noches a las almas descarriadas para llevárselas al infierno y transportaba a los moribundos y desafortunados desde los terrenos de una capilla hasta las afueras de la ciudad.
Según los testigos que dicen haberlo visto, aparecía después de la medianoche en tiempo de surazo. El carretero era el mismo diablo y el carretón estaba construido con huesos humanos en lugar de madera, siendo su cargamento cientos de cráneos amarillentos. El grito espantoso del carretero se escuchaba a lo largo de toda la pampa y por las afueras del pueblo. Los bueyes que tiraban el carretón, en lugar de ojos tenían un par de ascuas que destellaban con un rojo intenso.
Según el historiador Walter Ruiz era el carretero quien hacía sonar un cuerno para advertir a los habitantes y así evitar el contagio y el encuentro con este siniestro personaje.